# 캐나다 원자력공사
캐나다 원자력공사(Atomic Energy of Canada Limited, AECL)는 캐나다 국영 기업이자 캐나다 최대 규모의 원자력 과학 기술 연구소이다. AECL은 1950년대부터 CANDU 원자로 기술을 개발했으며 2011년 10월 이 기술을 칸두 에너지(Candu Energy)에 라이선스했다.
AECL은 "캐나다인과 전 세계가 원자력 안전과 보안이 보장된다는 확신을 가지고 원자력 과학 및 기술로부터 에너지, 환경 및 경제적 이익을 얻는 것"을 보장하는 것을 목표로 설명한다.
2011년 10월까지 AECL은 CANDU 기술 공급업체였으며 이를 전 세계에 수출했다. 1960년대부터 2000년대까지 AECL은 인도, 한국, 아르헨티나, 루마니아 및 중국에서 CANDU 시설을 판매하고 건설했다. 세계원자력협회 무역그룹의 회원이다.
또한 AECL은 온타리오주 오타와에 있는 노디언(Nordion)에 공급할 핵의학 방사성동위원소를 제조하고 있으며, 진단 테스트용 몰리브데넘-99와 암 치료용 코발트-60의 세계 최대 공급업체이다.
AECL은 연방 정부 예산과 상업 수익을 통해 자금을 조달한다. 2009년에 AECL은 연방 지원으로 CA$6억 5100만(2023년 $893.99에 해당)을 받았다.
2011년 10월 캐나다 연방 정부는 AECL의 상용 CANDU 설계 및 마케팅 사업을 칸두 에너지에 1,500만 캐나다 달러에 매각했다(15년 간의 로열티 포함, 정부는 최대 2억 8,500만 캐나다 달러를 돌려받을 수 있음). 이번 매각은 다른 입찰자 브루스 파워(Bruce Power)가 탈퇴한 지 한 달 뒤인 2월 독점 협상 단계에 돌입했다. 매출 부진과 비용 초과(지난 5년 동안 CA$12억)가 매각 이유였지만 SNC-라발린(SNC-Lavalin)은 차세대 원자로에 집중하여 이러한 추세를 반전시킬 것으로 예상하고 있다. SNC의 원자력 자회사인 SNC-라발린 원자력 주식회사(SNC-Lavalin Nuclear Inc)는 이미 CANDU 원자로를 제조하고 개조하는 5개 회사로 구성된 Team CANDU의 일부이다. 정부는 계속해서 초크 리버 연구소(Chalk River Laboratories, 의료 영상용 동위원소 생산)를 소유할 것이다. 이번 거래로 인해 800개의 일자리가 위험에 빠지는 동시에 1,200명의 직원의 고용 안정성이 향상되었다. 안전 문제로 인해 많은 국가에서는 AECL의 CANDU 원자로를 우라늄 연료로 쉽게 전환할 수 있는 토륨 원자로를 고려하고 있다. 토륨을 연료로 사용하는 더 높은 에너지 생산량(1톤(0.98롱톤, 1.1숏톤)의 토륨은 200톤(200롱톤, 220숏톤) 우라늄과 동일한 양의 에너지를 생산함) 또한 이를 더욱 매력적으로 만든다. OMERS도 이 회사에 관심을 보였다.